# William H. Seward
William Henry Seward, Sr. (Florida, New York, 16. svibnja 1801. - Auburn, New York, 10. listopada 1872.) bio je 12. Guverner savezne držane New York, senator i Državni tajnik Sjedinjenih Država u kabinetu Abrahama Lincolna i Anrewa Johnsona. Bio je jedan od najžešćih oponenata širenja ropstva u predratnim godinama, te jedna od najdominantnijh figura Republikanske stranke u njezinim formativnim godinama. Prilikom izbora 1860. godine, smatrao se najizvjesnijim kandidatom za predsjednika, no upravo ga je njegova otvorenost koštala te nominacije. Unatoč porazu, postao je lojalni član Lincolnova kabineta i bio je zaslužan za sprečavanje strane intervencije tijekom prvih godina rata. U noći Lincolnova atentata, Seward je preživio sličan pokušaj kada su urotnici htjeli eliminirati vladu Unije. Kao Johnsonov Državni tajnik, godine 1867. od Rusije kupuje Aljasku za jako malu svotu novca. Kako je Aljsaka bila veliko, hladno, neiskorišteno i za život nepogodno područje, ovaj je čin nazvan "Sewardova glupost", no dao je dobar primjer njegovog karaktera, a kasnije se ispostavilo kako će Aljsaka imati snažnu ulogu u razvoju SAD-a, čime su kritike upućene Sewardu pale u vodu. Njegov suvremenik, Carl Schurz, opisao ga je jednom prilikom kao "jednu od onih duša koja će zaobići javno mijenje, umjesto da ga slijepo prati u koraku."

## Životopis

### Rani život
William Henry Seward je rođen u mjestu Florida u saveznoj državi New York, 16. svibnja 1801. godine. Studirao je pravo na Union Collegeu, gdje je i diplomirao 1820. godine. Nakon što se upoznao s uvjetima života robova u Georgiji pridružio se abolicionistima, a u pravnoj praksi se pridružio svom puncu Elijahu Milleru. Ovu suradnju je zaustavio kada su ga izabrali u senat New Yorka. U svom progresivnom programu zalagao se i za veći utrošak novca na obrazovanje, osnivanja škola za imigrante na njihovom jeziku i od strane njihovih vjeroučitelja, te poboljšanje uvjeta u zatvorima. Kada je izabran za Guvernera New Yorka, bio je pripadnik Vigovske stranke. Već u početku se pokazao kao vođa u borbi za oslobođenje robova. Tvrdio je da postoji i viši zakon od Ustava, a robovlasništvo je moralno loše. Na sudu je branio odbjegle robove, a 1850. je rekao da ako se Amerika ne oslobodi robavlasništva doći će do građanskog rata. Ovo je izrekao povodom potpisivanja Kompromisa iz 1850. godine, čiji je oštar protivnik bio.

### Seward kao republikanac
Godine 1855., Seward je prešao u Republikansku stranku, kada su ga ponovo izabrali za senatora New Yorka. Nakon toga je njegova politička popularnost opala, republikanci ga nisu predlagali na mjesto senatora zbog radiklane prošlosti, a radikali ga nisu podržavali zbog pridruživanja desničarima. Zanimljivo je kako Seward nije bio abolicionist (iako je bio protivnik ropstva), kao što je to bio Lincoln, već je smatrao da sama povijest treba uništiti ropstvo, a ne rat.

### Državni tajnik tijekom Građanskog rata
Prilikom izbora 1860. godine, bio je gotovo siguran kandidat Republikanske stranke, no na to je mjesto izabran Abraham Lincoln. Kada je Lincoln izabran za predsjednika, Seward je postao njegov lojalni Državni tajnik. Tijekom građanskog rata Seward je osnovao tajnu policiju koja je hvatala civile zbog nelojalnosti, kao što su sabotaža i špijunirenje. Ovi politički zatvorenici nisu izvođeni pred sudove, nisu im se govorili razlozi njihovog uhićenja niti za što su osumnjičeni, a istrage o tim zločinima nikada nisu vođene.

### Vanjska politika
Zalagao se za priključenje Djevičanskih otoka, zaljeva Samaná, američku kontrolu Paname i kupovinu Aljaske. No, uspio je izvesti samo posljednje. Dana 30. ožujka 1867. godine kupio je Aljasku od Rusije za $7,200,000 (vrijednost koja danas iznosi otprilike $96,604,813.22). Ovaj čin naišao je na snažne kritike javnosti, te je čak nazivan i "Sewardova ledena kutija" ili "Sewardova glupost", a čak je i sam predsjednik Johnson kritiziran zbog dopuštanja ovo čina, zbog čega je i nastao naziv "Johnsonov polarni vrt". Kasnije se ispostavilo kako će Aljsaka postati važan izvor nafte, plina i zlata za SAD, te jedan od pokretača razvoja Sjedinjenih Država, što je dovelo do povlačenja kritika prema tajniku Sewardu. 

### Pokušaj atentata
Iste noći kada je izvršen atentat na Abraham Lincolna, Lewis Powell je pokušao izvršiti atentat na Sewarda. Powell je došao do Sewardove sobe tako što je rekao portiru da mu nosi lijek. Prije nego što je ušao do Sewarda, susreo je njegovog sina Fredericka u kojeg je pucao nakon što ga je ovaj pokušao udaljiti rekavši da mu otac spava. Powell je krenuo natrag, no onda se naglo okrenuo i pucao u Frederickovu glavu, no promašio je. U naletu panike, nasrnuo je na njega i izudarao ga pištoljem, ostavivši ga na podu u kritičnom stanju. Nakon toga je ušao u sobu Sewardovu sobu i nekoliko puta ga ubo nožem u lice i vrat. Pri tome je ozlijedio još dvoje njegove djece Augustusa iFanny, njegovu medicinsku sestru, narednika Georgea F. Robinsona, i glasnika Emericka Hansella koji su ušli kada je Powell počeo bježati. Iako je uspio preživjeti, zahvaljujući prethodnoj povredi vrata zbog koje je nosio čvrste medicinske ovratnike, na licu su mu trajno ostali vidni ožiljci.
Powella su uhvatili i pogubili 7. srpnja 1865. godine, zajedno s Davidom Heroldom, Georgeom Atzerodtom i Mary Surratt, optuženim za zavjeru pri atentatu na Lincolna.

### Kraj života i smrt
Nakon što je Ulysses S. Grant postao predsjednik, Seward se umirovio i ostatak svog života proveo putujući i pišući. Dana 10. listopada 1872. godine preminuo je u svojoj kući u Auburnu od posljedica otežanog disanja. Pokopan je na groblju Fort Hill u Auburnu. Njegov sin Frederik izdao je kasnije očeve memoare.

## Vanjske poveznice
|  | Zajednički poslužitelj ima stranicu o temi William H. Seward |